# Dolichopus uxorcula
Dolichopus uxorcula är en tvåvingeart som beskrevs av Van Duzee 1921. Dolichopus uxorcula ingår i släktet Dolichopus och familjen styltflugor. Inga underarter finns listade i Catalogue of Life.